# スクランブルPHOTO
スクランブルPHOTO（すくらんぶるふぉと）は、日本の写真雑誌。

## 概要
先行した新潮社の『FOCUS』の作った写真週刊誌のフォーマットを踏襲し、1983年2月25日に創刊された。10日と25日に発売の月2回刊行の写真雑誌である。編集と発行は株式会社スクランブル社、発売は新英出版、後に発行も新英出版となった。定価は180円で全68ページのうち半数がカラーページ。イメージキャラクターは、漫画家の成田アキラが5万円のギャラでデザインした。1983年7月に休刊し、同年3月10日号から7月25日号までの通巻10号という短命に終わった。
創刊当時、写真週刊誌『FOCUS』が200万部を突破する勢いの中でまだ『フライデー』『FLASH』などの類似した写真週刊誌がないことに目をつけて売れるという判断から、芸能版というコンセプトで『FOCUS』とは差別化し、本橋信宏を編集長に創刊された。オーナーは、後にAV監督の村西とおるとして有名になった新英出版の草野博美会長で、新英出版のイメージアップの役割も担っていた。発売元となった新英出版は、もともと裏本の製作を手がけていた草野が裏本とは別に表の出版社として設立し、芸能評論家の加東康一をコーディネーターに迎えて普通のタレント本の単行本を出していた会社である。『スクランブルPHOTO』は雑誌コードがなく、裏本で構築した自社の営業部員による流通ルートを活用して、東販や日販など取次の大手に対抗することも創刊の動機であった。
創刊号は公称35万部、印刷部数が15万部で全国販売のため100人の営業マンによる直販メインではコストがかさみ、月に700万円の赤字を出している状態で宣伝費を工面できず、『ズームイン!!朝!』の街風景に露出したり、『久米宏のTVスクランブル』に送りつけたり、宣伝シール1千枚を街に貼り付けるなどゲリラ的な宣伝を行った。
創刊号では25本中、16本が芸能ネタで4本がスポーツネタで芸能記事が中心で芸能人のプライベート写真やデビュー前のお宝写真を掲載していたが、徐々に政治ネタや社会ネタも増やしていった。その他にミニコミ誌『東京おとなクラブ』の中森明夫やエンドユイチ（現・遠藤諭）が参加してサブカルチャーネタを担当した。駆け出し時代の木村和久もライターを務めていた。
売れ行きは悪くなかったが直販による人件費のため収支では赤字が続き、同社の経営を支えていた裏本の出版・流通が警察の摘発により困難になるにつれ資金繰りが苦しくなった上、会長の草野自身も全国に指名手配になるなど次々に問題を抱えた。6月25日発売の9号からは新英出版社の資金は底をついた状態で発行していた。7月18日に新英出版が2度目の不渡りを出し事実上の倒産。『スクランブルPHOTO』も7月25日号の10号で休刊を迎えた。
10号と短命に終わったためか、国立国会図書館には1冊も所蔵されていないため、「幻の雑誌」と伝説的に語られることもあるが大宅壮一文庫では全号所蔵されている。

## 主な記事
- 中森明菜の中学生時代の修学旅行（1号）
- 山口百恵のパンチラ写真（2号）
- 宇宙戦艦ヤマトのペテン商法（3号）
- 『FOCUS』編集部と編集長の盗み撮り（3号）
- 徳島ラジオ商殺し事件の冤罪被害者の遺体写真（4号）
- 薬師丸ひろ子の玉川大学での学生生活（8号）
- ゴジラとウルトラセブンの消された部分（8号）
- 『忍者ハットリくん』に杉良太郎がケムマキ役で出演（ガセネタ）（9号）
- Sugarのミキのヌード（9号）
- 東京駅助役の郷ひろみの父